# NGC 5310
NGC 5310 је појединачна звезда у сазвежђу Девица која се налази на NGC листи објеката дубоког неба.
Деклинација објекта је + 0° 4' 10" а ректасцензија 13h 49m 47,8s. Привидна величина (магнитуда) објекта NGC 5310 износи 11,4 а фотографска магнитуда 12,9.